# Reba McEntire
Reba McEntire (ur. 28 marca 1955 w McAlester w stanie Oklahoma) – amerykańska aktorka i piosenkarka country, laureatka Nagrody Grammy i Złotego Globu. Swoją pierwszą piosenkę nagrała w wieku 18 lat. Wydała 31 albumów studyjnych, których łącznych nakład przekracza 55 milionów sprzedanych egzemplarzy.
Największą popularnością McEntire zdobyła w latach 80 i 90 XX wieku, pięć z jej wydawnictw uzyskało status złotej płyty, sześć status platynowej płyty, dwa 2 - krotnej platynowej płyty oraz cztery 3 - krotnej platynowej płyty. Wokalistka współpracowała z takimi wykonawcami jak Jacky Ward, Tom Petty, Hank Williams Jr., Willie Nelson, Reverend Ike, Vince Gill, Brooks & Dunn, Linda Davis, Trisha Yearwood, Martina McBride, Kelly Clarkson, Justin Timberlake, Kenny Chesney oraz Pake McEntire.

## Dyskografia

### Albumy studyjne
| Rok  | Album                              | Pozycja na liście  | Pozycja na liście | Pozycja na liście | RIAA                        | Wytwórnia                                               |
| Rok  | Album                              | Top Country Albums | Billboard 200     | CAN Country       | RIAA                        | Wytwórnia                                               |
| ---- | ---------------------------------- | ------------------ | ----------------- | ----------------- | --------------------------- | ------------------------------------------------------- |
| 1977 | Reba McEntire                      |                    |                   |                   |                             | PolyGram/ Mercury                                       |
| 1979 | Out of a Dream                     |                    |                   |                   |                             | PolyGram/ Mercury                                       |
| 1980 | Feel the Fire                      |                    |                   |                   |                             | PolyGram/ Mercury                                       |
| 1981 | Heart to Heart                     | 42                 |                   |                   |                             | PolyGram/ Mercury                                       |
| 1982 | Unlimited                          | 22                 |                   |                   |                             | PolyGram/ Mercury                                       |
| 1983 | Behind the Scene                   | 36                 |                   |                   |                             | PolyGram/ Mercury                                       |
| 1984 | Just a Little Love                 | 23                 |                   |                   |                             | MCA                                                     |
| 1984 | My Kind of Country                 | 13                 |                   |                   | Złota płyta                 | MCA                                                     |
| 1985 | Have I Got a Deal for You          | 27                 |                   |                   | Złota płyta                 | MCA                                                     |
| 1986 | Whoever's in New England           | 1                  |                   |                   | Platynowa płyta             | MCA                                                     |
| 1986 | What Am I Gonna Do About You       | 1                  |                   |                   | Platynowa płyta             | MCA                                                     |
| 1987 | The Last One to Know               | 3                  | 102               |                   | Platynowa płyta             | MCA                                                     |
| 1988 | Reba                               | 1                  | 118               |                   | Platynowa płyta             | MCA                                                     |
| 1989 | Sweet Sixteen                      | 1                  | 78                | 1                 | Platynowa płyta             | MCA                                                     |
| 1990 | Rumor Has It                       | 2                  | 39                |                   | 3 - krotna; Platynowa płyta | MCA                                                     |
| 1991 | For My Broken Heart                | 3                  | 13                | 2                 | 4 - krotna; Platynowa płyta | MCA                                                     |
| 1992 | It's Your Call                     | 1                  | 8                 | 1                 | 3 - krotna; Platynowa płyta | MCA                                                     |
| 1994 | Read My Mind                       | 2                  | 2                 | 4                 | 3 - krotna; Platynowa płyta | MCA                                                     |
| 1995 | Starting Over                      | 1                  | 5                 | 1                 | Platynowa płyta             | MCA                                                     |
| 1996 | What If It's You                   | 1                  | 15                | 3                 | 2 - krotna; Platynowa płyta | MCA                                                     |
| 1998 | If You See Him                     | 2                  | 8                 | 7                 | Platynowa płyta             | MCA                                                     |
| 1999 | So Good Together                   | 5                  | 28                | 9                 | Platynowa płyta             | MCA                                                     |
| 2003 | Room to Breathe                    | 4                  | 25                |                   | Platynowa płyta             | MCA                                                     |
| 2007 | Reba: Duets                        | 1                  | 1                 | 1                 | Platynowa płyta             | MCA                                                     |
| 2009 | Keep On Loving You                 |                    |                   |                   |                             | Starstruck / Valory                                     |
| 2010 | All the Women I Am                 |                    |                   |                   |                             | Starstruck / Valory                                     |
| 2015 | Love Somebody                      |                    |                   |                   |                             | Nash Icon / Starstruck                                  |
| 2016 | My Kind of Christmas               |                    |                   |                   |                             | Nash Icon                                               |
| 2017 | Sing It Now: Songs of Faith & Hope |                    |                   |                   |                             | Rockin' R / Nash Icon / Big Machine / Capitol Christian |
| 2019 | Stronger Than the Truth            |                    |                   |                   |                             | Rockin' R / Big Machine                                 |

## Nagrody i wyróżnienia
| Rok  | Nagroda                                | Kategoria                                                               |
| ---- | -------------------------------------- | ----------------------------------------------------------------------- |
| 1984 | Country Music Association              | Wokalistka roku                                                         |
| 1984 | Academy of Country Music               | Najlepsza wokalistka                                                    |
| 1985 | Music City News Country Awards         | Wokalistka roku                                                         |
| 1985 | Country Music Association              | Wokalistka roku                                                         |
| 1985 | Academy of Country Music               | Wokalistka roku                                                         |
| 1986 | Music City News Country Awards         | Wokalistka roku                                                         |
| 1986 | Academy of Country Music               | Najlepsza Wokalistka roku                                               |
| 1986 | Academy of Country Music               | Teledysk roku - "Whoever's In New England"                              |
| 1986 | Country Music Association              | Wokalistka roku                                                         |
| 1986 | Country Music Association              | Entertainer of the Year                                                 |
| 1986 | Grammy Awards                          | Najlepsze wykonanie w muzyce country - "Whoever's In New England"       |
| 1987 | NARM                                   | Najlepiej sprzedająca się artystka country - "Whoever's In New England" |
| 1987 | American Music Awards                  | Teledysk roku                                                           |
| 1987 | Academy of Country Music               | Wokalistka roku                                                         |
| 1987 | Country Music Association              | Wokalistka roku                                                         |
| 1988 | American Music Award                   | Najlepsza wokalistka country                                            |
| 1988 | TNN Viewer's Choice Award              | Najlepsza wokalistka                                                    |
| 1988 | Music City News Country Awards         | Wokalistka roku                                                         |
| 1989 | American Music Awards                  | Najlepszy artysta country roku                                          |
| 1989 | Music City News Country Awards         | Wokalistka roku                                                         |
| 1989 | TNN Viewer's Choice Award              | Wokalistka roku                                                         |
| 1990 | American Music Awards                  | Wokalistka roku                                                         |
| 1990 | Academy of Country Music               | Najlepszy wykonawca country                                             |
| 1991 | American Music Awards                  | Najlepszy wykonawca country                                             |
| 1991 | American Music Awards                  | Najlepszy album country - "Reba Live!"                                  |
| 1991 | Academy of Country Music               | Najlepszy wykonawca country                                             |
| 1991 | Academy of Country Music               | Teledysk roku - "Is There Life Out There?"                              |
| 1992 | American Music Awards                  | Najlepszy wykonawca country                                             |
| 1992 | People's Choice Awards                 | Najlepszy wykonawca country                                             |
| 1992 | People's Choice Awards                 | Najlepszy wykonawca country                                             |
| 1993 | American Music Awards                  | Najlepszy wykonawca country                                             |
| 1993 | American Music Awards                  | Najlepszy album - "For My Broken Heart"                                 |
| 1993 | People's Choice Awards                 | Najlepszy wykonawca country                                             |
| 1993 | Grammy Awards                          | Najlepsza kolaboracja - "Does He Love You" (w/ Linda Davis)             |
| 1994 | American Music Awards                  | Najlepszy wykonawca country                                             |
| 1994 | People's Choice Awards                 | Najlepszy wykonawca country                                             |
| 1994 | TNN/Music City News Country Awards     | Najlepsza kolaboracja - "Does He Love You" (w/Linda Davis)              |
| 1994 | Academy of Country Music               | Najlepszy wykonawca country                                             |
| 1994 | Academy of Country Music               | Najlepszy wykonawca country                                             |
| 1994 | Country Radio Awards                   | Najlepszy wykonawca country                                             |
| 1994 | Country Radio Awards                   | Najlepszy wykonawca country                                             |
| 1994 | Country Music Association              | Wykonanie roku - "Does He Love You" (w/Linda Davis)                     |
| 1994 | Billboard Awards                       | Najlepszy wykonawca country                                             |
| 1995 | American Music Awards                  | Najlepszy wykonawca country                                             |
| 1995 | American Music Awards                  | Najlepszy album - "Read My Mind"                                        |
| 1995 | People's Choice Awards                 | Najlepszy wykonawca country                                             |
| 1995 | Blockbuster Awards                     | Najlepszy wykonawca country                                             |
| 1996 | Country Weekly Golden Pick Awards      | Najlepszy wykonawca                                                     |
| 1996 | American Music Awards                  | Najlepszy wykonawca country                                             |
| 1996 | People's Choice Awards                 | Najlepszy wykonawca country                                             |
| 1997 | People's Choice Awards                 | Najlepszy wykonawca country                                             |
| 1997 | Country Weekly Golden Pick Awards      | Najlepszy wykonawca country                                             |
| 1997 | Blockbuster Awards                     | Najlepszy album country - "What If It's You"                            |
| 1998 | American Music Awards                  | Najlepszy wykonawca country                                             |
| 1998 | People's Choice Awards                 | Najlepszy wykonawca country                                             |
| 1998 | TNN/Music City News Country Awards     | Minnie Pearl Humanitarian Award                                         |
| 1999 | British Country Music Awards           | Najlepsza wokalistka country                                            |
| 1999 | CMT International Awards               | Teledysk roku - "If You See Him/If You See Her"                         |
| 2000 | British Country Music Awards           | Najlepsza wokalistka country                                            |
| 2000 | Country Music Association              | International Artist Achievement Award                                  |
| 2001 | Drama Desk Awards                      | Nagroda specjalna - "Annie Get Your Gun"                                |
| 2001 | Outer Critics Awards                   | "Annie Get Your Gun"                                                    |
| 2002 | People's Choice Awards                 | Najlepsza aktorka w serialu telewizyjnym - "Reba"                       |
| 2002 | Academy of Country Music               | Home Depot Humanitarian Award                                           |
| 2002 | CMT 40 Greatest Women of Country Music | #6 ranking                                                              |
| 2003 | Country Radio Broadcasters             | Nagroda za cołokstałt twórczości                                        |
| 2003 | Academy of Country Music               | Leading Lady Award                                                      |
| 2004 | American Music Awards                  | Najlepsza wokalistka country                                            |
| 2004 | New Music Weekly                       | Najlepsza wokalistka country                                            |
| 2004 | CMT Flameworthy Awards                 | Johnny Cash Visionary Award                                             |
| 2005 | Academy of Country Music               | Nagroda specjalna dla najlepszej wokalistki                             |
| 2005 | Family Television Awards               | Najlepsza aktorka, Reba                                                 |
| 2006 | CMT Giants                             | Inaugural Honoree                                                       |
| 2007 | Billboard Magazine                     | Kobieta roku                                                            |